# عبدالمهدی هادی
عبدالمهدی هادی (عربی: عبد المهدي هادي؛ ۲۶ فوریهٔ ۱۹۴۶ – ۲۶ سپتامبر ۲۰۲۰) یک بازیکن فوتبال اهل عراق بود.
از باشگاه‌هایی که در آن بازی کرده‌است می‌توان به باشگاه ورزشی المیناء اشاره کرد.
وی همچنین در تیم ملی فوتبال عراق بازی کرده‌است.
وی در ۲۶ سپتامبر ۲۰۲۰ میلادی بر اثر ابتلا به کرونا درگذشت.